# Wojciech Krzak
Wojciech Krzak (ur. 1 listopada 1980 w Kozienicach) – polski muzyk i producent muzyczny, autor piosenek, tekstów oraz muzyki teatralnej. Były członek Kapeli ze Wsi Warszawa (do 2010 roku), założyciel wraz z Mają Kleszcz projektu IncarNations. Z wykształcenia antropolog kultury. Multiinstrumentalista, gra głównie na skrzypcach i gitarze, jeden z nielicznych polskich vihuelistów i nyckelharpistów.

## Życiorys
Należał do Kapeli ze Wsi Warszawa. W 2007 roku został zwycięzcą polskiej edycji konkursu British Council – International Young Music Entrepreneur of the Year (2007) oraz reprezentował Polskę podczas finału w Wielkiej Brytanii. Odszedł z Kapeli ze Wsi Warszawa wraz z Mają Kleszcz w lipcu 2010 roku. Prowadził w Polskim Radio RDC autorską audycję muzyczną pt. Szewski poniedziałek od 2015 roku. Wraz z Mają Kleszcz prowadził cykl audycji Domówka z Dwójką oraz Miejscówka z Dwójką w Programie II Polskiego Radia od 2020 roku.
Członek Rady Artystycznej Przeglądu Piosenki Aktorskiej.

## Nagrody
- zwycięzca polskiej edycji konkursu British Council – International Young Music Entrepreneur of the Year (2007)[4]
- 3 Fryderyki, 2 Machinery (nagrody „Machiny”), Nagroda Radia BBC, Grand Prix Europejskiej Unii Radiowej (wraz z Kapelą ze Wsi Warszawa)
- nagroda za opracowanie muzyczne do przedstawienia Iwona, księżniczka Burgunda na XI Międzynarodowym Festiwalu Gombrowiczowskim[10] (z Mają Kleszcz, 2014)[11]

## Twórczość
Gra m.in. na gitarze, skrzypcach, nyckelharpie, vihueli, lirze korbowej, drumli, bębnie obręczowym, barabanie.
W 2008 wraz z Mają Kleszcz jako IncarNations wyprodukował oraz skomponował czwarty studyjny album Kapeli ze Wsi Warszawa – Infinity, który otrzymał wiele nagród m.in. Fryderyka za najlepszy album folk/muzyka świata. Płyta została uznana przez magazyn „Popmatters” za najlepszy album World Music na świecie w 2009 roku. Jako duet IncarNations współpracował z wieloma artystami z kraju oraz Ukrainy, Senegalu, Gambii, Norwegii, Persji, Szwecji. (m.in.: Andriej Sun Zaporożec – 5’nizza, Haddy Nije, Becaye Aw, DJ Feel-X (Kaliber 44). 
Jest autorem muzyki do debiutanckiej płyty zespołu incarNations – Radio Retro, która zajęła pierwsze miejsce w rankingu tygodnika „Polityka” podsumowującym albumy wydane w 2010 roku w Polsce. Jako kompozytor stale współpracuje z autorem tekstów Bogdanem Loeblem.
W styczniu 2011 roku wraz z Mają Kleszcz nagrał utwór do ścieżki dźwiękowej filmu Johna Duigana pt. Careless Love.
Od 2012 roku wraz z Mają Kleszcz zajmuje się również komponowaniem muzyki teatralnej (Złe sny – reż. Agata Duda-Gracz (PWST w Łodzi), „Każdy musi kiedyś umrzeć Porcelanko”, reż. Agata Duda-Gracz (Teatr im. Juliusza Słowackiego w Krakowie), skomponowali wspólnie muzykę do ponad 20 spektakli teatralnych.
Jest autorem całości muzyki i tekstów płyty Mai Kleszcz Odyseja wyd. 2018 oraz producentem albumu Osiecka De Luxe (nominacja do Fryderyka 2020) i B.L.UES (nagroda Fryderyk 2023).
Podczas pandemii COVID-19 zajmował się kaletnictwem.

### Wybrana dyskografia
- (2002): Kapela ze Wsi Warszawa – Wiosna Ludu
- (2004): Kapela ze Wsi Warszawa – Wykorzenienie
- (2005): Bogdan Loebl – Pocztówki
- (2007): Vavamuffin – Dubang! w utworze Jah jest prezydentem Activator mix
- (2008): Afro Kolektyw – Połącz kropki w utworze „Mozart pisał bez skreśleń"
- (2008): Abradab – Ostatni poziom kontroli w „Dla każdego jego raj"
- (2008): Kapela ze Wsi Warszawa – Wymiksowanie
- (2008): Kapela ze Wsi Warszawa – „Infinity”
- (2009): Dub out of Poland vol 3 – w utworze „W ogrodecku”, Studio AS ONE
- (2010): incarNations – Radio Retro
- (2012): Maja Kleszcz & incarNations – Odeon
- (2016): Maja Kleszcz & incarNations – Romantyczność
- (2017): Maja Kleszcz i Kwartet Prowincjonalny – Dudzie - Graczowi
- (2018): Maja Kleszcz / Wojciech Krzak – Makbet
- (2018): Maja Kleszcz – Odyseja
- (2019): Maja Kleszcz – Osiecka De Luxe
- (2022): Maja Kleszcz - B.L.UES.

### Realizacje teatralne
- 2008 – Muzykanty Wielkiego Pola – reż. Cezary Studniak, Teatr „Capitol” we Wrocławiu
- 2013 – Złe sny – reż. Agata Duda-Gracz, PWSTiF w Łodzi
- 2013 – Każdy musi kiedyś umrzeć Porcelanko, czyli rzecz o Wojnie trojańskiej – reż. Agata Duda-Gracz, Teatr im. J. Słowackiego w Krakowie[19]
- 2014 – Iwona księżniczka Burgunda  – reż. W. Gombrowicz, Agata Duda-Gracz, Teatr im. Jaracza w Łodzi
- 2014 – Wielka płyta – reż. Agata Duda-Gracz, Teatr Muzyczny Capitol we Wrocławiu
- 2014 – Wszyscyśmy kupcy starej tandety – reż. Agata Duda-Gracz
- 2014 – Dziady. A. Mickiewicz – reż. Michał Zadara, Teatr Polski we Wrocławiu
- 2014 – Podróż zimowa – reż. Paweł Miśkiewicz, Teatr Polski we Wrocławiu
- 2015 – Dziadów część III – reż. Michał Zadara, Teatr Polski we Wrocławiu
- 2015 – Mary Stuart – reż. Agata Duda-Gracz, Teatr Ateneum im. Jaracza w Warszawie
- 2016 – Dziady - całość – reż. Michał Zadara, Teatr Polski we Wrocławiu
- 2016 – Mała mysz i słoń do pary – reż. Agata Kucińska - Opolski Teatr Lalki i Aktora
- 2016 – Budorigum – reż. Cezary Studniak - Przegląd Piosenki Aktorskiej we Wrocławiu
- 2016 – Hamlet – reż. Anna Wieczur Bluszcz - Teatr Polskiego Radia
- 2017 – Wyzwolenie – reż. Agata Duda-Gracz - Radio Kraków
- 2017 – Sanatorium pod klepsydrą – reż. Agata Duda-Gracz - Teatr Żydowski w Warszawie
- 2017 – Makbet – reż. Agata Duda-Gracz - Teatr Muzyczny Capitol we Wrocławiu
- 2018 – Stańczyk – reż. Ewelina Marciniak - Teatr Rozrywki w Chorzowie
- 2018 – Burza – reż. Paweł Miśkiewicz - Teatr Narodowy w Warszawie[9]
- 2020 – Peer Gynt – reż. Anna Wieczur-Bluszcz - Teatr Polskiego Radia
- 2022 – Cesarz – reż. Cezary Studniak - Teatr Muzyczny Capitol we Wrocławiu[20]
- 2022 - Pani Ka patrzy na morze – reż. Paweł Miśkiewicz - Teatr Polski we Wrocławu[21]
- 2024 - Proszę Państwa, Wyspiański umiera – reż. Agata Duda-Gracz, Teatr om. Juliusza Słowackiego w Krakowie[22]
- 2025 - Przebłyski – reż. Agata Duda-Gracz
- 2025 - The Wall - reż. Paweł Miśkiewicz - Teatr Dramatyczny w Warszawie